# Jahia Golmohammadi
Jahia Golmohammadi (ur. 19 marca 1973 w Ardabilu) – irański piłkarz występujący na pozycji obrońcy.

## Kariera piłkarska
Karierę rozpoczynał w klubie Teraktor Sazi. W 1993 przeszedł do klubu Persepolis Teheran w 1995. Od 1999 zawodnik Fulad Ahwaz, zaś w 2002 powrócił do Persepolisu. W lidze irańskiej był wyróżniającym się zawodnikiem i został powołany do reprezentacji Iranu. Od 2005 grał w klubie Saba Kom. W reprezentacji Iranu rozegrał 74 mecze i zdobył 5 bramek. Występował również na Mistrzostwach Świata 2006, na których zdobył gola w pierwszym, przegranym 1:3 meczu z Meksykiem.